# Азійська ескадра (США)
Азійська ескадра — ескадра ВМС США, розміщена у Східній Азії протягом останньої половини 19 століття. Вона була створена у 1868 р., коли була розформована ост-індійська ескадра. Кораблі ескадри переважно охороняли американську торгівлю з Китаєм та Японією, хоча формування брала участь у кількох конфліктах за 34 роки існування, аж поки не була перетворена у Азійський флот у 1902 році. Найбільш відома участю у Битві в Манільскій бухті під час американо-іспанської війни, піж час якої її кораблі знищили іспанську Тихоокеанську ескадру.